# デュオ (ショッピングセンター)
デュオは、静岡県伊東市にあるショッピングセンター。伊東市周辺の商業者有志ら9名が出資した「伊東商業協同組合」が設置している。

## 概要
伊東市の中心部から東南方に4.5km、尾根を越えた丘陵地帯にある。周辺は住宅地などが多い。
ユニーが運営する「アピタ伊東店」を核店舗に約40店を越える専門店で構成される。
当初、ユニー伊東店として開店したが、2009年2月21日、ユニーの店舗ブランド名の変更政策に伴い、店舗規模理由からアピタに改称された。

## 主なテナント
- FANNER
- ツーリストビューロ伊東
- ケンタッキーフライドチキン
- ミスタードーナツ
  - その他詳細はショップガイドまたはアピタ専門店街を参照。